# Giovanni Battista Melis
Giovanni Battista 'Titino' Melis (Oliena, 19 maggio 1904 – Cagliari, 6 luglio 1976) è stato un politico italiano.
Fratello di Mario Melis. Di ideali sardisti fin da giovane,  nel secondo dopoguerra fu segretario del Partito Sardo d'Azione (PSd'Az) per oltre vent'anni. Eletto deputato al Parlamento nelle elezioni politiche del 1948, fu ancora deputato dal 1963 al 1968 aderendo, in tale legislatura, al gruppo del Partito Repubblicano Italiano. In seguito fu anche consigliere regionale e consigliere comunale a Cagliari.